# Republiken Bosnien och Hercegovina
Republiken Bosnien och Hercegovina (bosniska: Republika Bosna i Hercegovina, RBiH; Република Босна и Херцеговина, РБиХ) var den direkta föregångaren till dagens stat Bosnien och Hercegovina. Medan övergången skedde gradvis, existerade den från sin självständighetsförklaring från Socialistiska federativa republiken Jugoslavien 1992 fram till det fullständiga genomförandet av Daytonavtalet 1997. Merparten av denna tid togs upp av Bosnienkriget, i vilken de två andra stora etniciteterna i Bosnien och Hercegovina (bosnienserber och bosnienkroater) etablerat egna entiteter (Republika Srpska och Kroatiska republiken Herceg-Bosna), som lämnade republiken representerad främst av dess bosniakiska (bosnienmuslimska) befolkning och stred för sin överlevnad. Enligt Washingtonavtalet 1994 fick bosniaker sällskap av etniska bosnienkroater som stöd för republiken genom bildandet av Federationen Bosnien och Hercegovina, en enad understat. Daytonavtalet år 1995 anslöt Federationen Bosnien och Hercegovina med den serbiska entiteten, Republika Srpska, i staten Bosnien och Hercegovina.

### Fotnoter
1. ↑  ”Ustav RBiH.pdf”. Fondacija Centar za javno pravo. 1993-03-14. http://www.fcjp.ba/templates/ja_avian_ii_d/images/green/Ustav%20RBiH.pdf. Läst 6 mars 2019.  ”U Republici Bosni i Hercegovini u službenoj upotrebi je srpskohrvatski odnosno hrvatskosrpski jezik ijekavskog izgovora.”
2. ↑  Helene Nyman (26 november 2015). ”Bosnien Hercegovina tjugo år efter Daytonavtalet” (på svenska). Sveriges Television. https://www.svt.se/nyheter/svtforum/bosnien-hercegovina-tjugo-ar-efter-daytonavtalet. Läst 25 augusti 2019.